# Безсмертний Олександр Миколайович
Олекса́ндр Микола́йович Безсме́ртний (нар. 6 серпня 1949, Білорічиця Прилуцького району Чернігівської області) — український актор театру і кіно. Народний артист України (1999).

## Життєпис
1973 — закінчив Київський інститут театрального мистецтва (викладач В. Биковець).
1973—1975 — актор Луганського обласного музично-драматичного театру.
1975—1980 — артист Ансамблю пісні й танцю Київського військового округу.
1979 року удостоєний звання заслуженого артиста УРСР.
1981—2000 — провідний актор Київський академічний театр юного глядача на Липках.
2000—2020  — провідний актор Київського академічного Молодого театру.
Знімається в кіно.
Лауреат премії ім. О. Бойченка. Нагороджений орденом «Знак Пошани».
1999 року удостоєний звання народного артиста України.

## Ролі в театрі
- Арнольд («Шрами» Є. Шабана)
- Бурідан («Нельська вежа» за А. Дюма)
- Граф Альмавіва («Божевільний день, або Весілля Фіґаро» П.-О. Бомарше)
- Дорн («Чайка» А. Чехова)
- Мартін Дайзерт («Еквус» П. Шеффера)
- Робін Гуд («Стріли Робін Гуда» С. Прокоф'єва, І. Токмакова)
- Хорія («Запах стиглої айви» Й. Друце)

Молодий театр
- Борис Олегович («Афінські вечори» П. Гладиліна)
- Дефурнет, директор («Голубка» Ж. Ануя)
- Серебряков («Дядя Ваня» А. Чехова)
- Хеннінг («Поступися місцем» В. Дельмар)
- Франтішек Абель («Соло для годинника з боєм» О. Заградника)
- Офіціант («Тектоніка почуттів» Е.-Е. Шмітта)

## Ролі в кіно
- Шинкарук («Опер за викликом», 2018)
- Адам Бойташ («Невиправні», 2017)
- Генерал («Ластівчине гніздо», 2011)
- Микола, батько Ольги («Тільки кохання», 2010)
- Павло («Колишня», 2007)
- Денікін («Дев'ять життів Нестора Махна», 2006)
- Шляхтич («Богдан-Зиновій Хмельницький», 2006)
- Будівельник Василь («Не мине й року…», 1973)